# Allison Cratchley
Allison Cratchley (Sídney, Nueva Gales del Sur; 3 de marzo de 1975) es una actriz australiana, más conocida por haber interpretado a Zoe Gallagher en el drama médico All Saints.

## Biografía
Allison nació en Australia. Asistió a una escuela en las playas del norte de Sídney, donde estudió arte dramático. Allison ganó un diploma en periodismo y una introducción en psicología en la Sydney University. Su primer trabajo fue en Target.
Está casada con Paul Williams y tienen dos hijos, una niña Claudia y el 9 de mayo de 2009 nació su hijo Diesel.
Es muy buena amiga de las actrices Jolene Anderson, Tammy MacIntosh y del actor Chris Vance con quienes compartió créditos en la serie All Saints.

## Carrera
En 1997 Cratchley apareció como invitada en la serie policíaca Murder Call.
Desde 1998 hasta 2001 interpretó a la Policía Senior Emma Woods en el drama policial Water Rats, ese mismo año interpretó a Danniella en la película All the Way; un año después apareció en la película de acción In the Red. En 2001 interpretó a Michelle Reed en The Finder. 
En 2004 apareció en The Chaser Decides, un año después interpretó a Jenny en la película dramática Ra Choi y en el 2006 apareció en la serie RAN: Remote Area Nurse.
En 2006 se unió al elenco de la aclamada serie australiana All Saints donde interpretó a la sofisticada, cuidadosa y firme doctora Zoe Gallagher, hasta 2008. 
En 2009 apareció como invitada en la serie Packed to the Rafters interpretando a Abby, una lesbiana embarazada.
En 2011 apareció en la película Sanctum interpretando a Judes.
El 13 de abril de 2012 se unió al elenco de la popular serie australiana Home and Away donde interpretó a la doctora Melissa "Mel" Gregg, la exesposa de Harvey Ryan (Marcus Graham), hasta el 27 de julio del mismo año. En septiembre de 2012 apareció nuevamente en la serie y su última aparición fue el 11 del mismo mes.

## Filmografía

### Series de televisión
| Año         | Título                 | Personaje                   | Notas               |
| ----------- | ---------------------- | --------------------------- | ------------------- |
| 2012        | Home and Away          | Dra. Melissa "Mel" Gregg    | 16 episodios        |
| 2009        | Packed to the Rafters  | Abby                        | 2 episodios         |
| 2006 - 2008 | All Saints             | Dra. Zoe Gallagher          | 76 episodios        |
| 2006        | RAN: Remote Area Nurse | Jenny                       | episodio "One Ball" |
| 2004        | The Chaser Decides     | Mujer                       | episodio # 1.2      |
| 1998 - 2001 | Water Rats             | Oficial Emma "Woodsy" Woods | 114 episodios       |
| 1997        | Murder Call            | Reportera                   | episodio "Hot Shot" |

### Películas
| Año  | Título         | Personaje     | Notas                                                           |
| ---- | -------------- | ------------- | --------------------------------------------------------------- |
| 2011 | Sanctum        | Judes         | junto a Richard Roxburgh y Rhys Wakefield                       |
| 2010 | Venus Man Trap | Janine        | junto a Jack Campbell                                           |
| 2005 | Ra Choi        | Jenny         | junto a Janneke Arent                                           |
| 2001 | The Finder     | Michelle Reed | junto a Paul Mercurio, Rob Carlton, Anja Coleby y Callan Mulvey |
| 1999 | In the Red     | Carli         | junto a Steve Bisley, Damian de Montemas y Warwick Young        |
| 1998 | All the Way    | Danniella     | junto a Matt Boesenberg                                         |

### Apariciones
| Año         | Programa | Notas                                                          |
| ----------- | -------- | -------------------------------------------------------------- |
| 2006 - 2007 | Telethon | episodio del 21 de octubre de 2006 y del 13 de octubre de 2007 |